# Tampere Open 2021
Il Tampere Open 2021 è stato un torneo maschile di tennis giocato sulla terra rossa. È stata la 39ª edizione del torneo, facente parte della categoria Challenger 80 nell'ambito dell'ATP Challenger Tour 2021. Si sono giocati al Tampere Tennis Center di Tampere, in Finlandia, dal 19 al 25 luglio 2021.

## Partecipanti

### Teste di serie
| Nazionalità | Giocatore               | Ranking* | Testa di serie |
| ----------- | ----------------------- | -------- | -------------- |
| Paesi Bassi | Botic van de Zandschulp | 132      | 1              |
| Svizzera    | Henri Laaksonen         | 134      | 2              |
| Francia     | Antoine Hoang           | 148      | 3              |
| Spagna      | Mario Vilella Martínez  | 178      | 4              |
| Kazakistan  | Dmitrij Popko           | 185      | 5              |
| Belgio      | Kimmer Coppejans        | 191      | 6              |
| Francia     | Alexandre Müller        | 197      | 7              |
| Argentina   | Guido Andreozzi         | 206      | 8              |

* Ranking al 12 luglio 2021.

### Altri partecipanti
I seguenti giocatori hanno ricevuto una wild card per il tabellone principale:
- Leo Borg
- Patrik Niklas-Salminen
- Otto Virtanen

I seguenti giocatori sono entrati in tabellone come special exempt:
- Mario Vilella Martínez

I seguenti giocatori sono entrati in tabellone come alternate:
- Jonáš Forejtek
- Orlando Luz

I seguenti giocatori sono passati dalle qualificazioni:
- Geoffrey Blancaneaux
- Bogdan Bobrov
- Arthur Cazaux
- Nicolás Kicker

## Punti e montepremi
| Torneo    | Torneo              | V     | F     | SF    | QF    | 2T  | 1T  | Q | Q2  | Q1  |
| Singolare | Punti               | 80    | 48    | 29    | 15    | 7   | 0   | 4 | 1   | 0   |
| Singolare | Premi in denaro (€) | 6 190 | 3 650 | 2 160 | 1 260 | 730 | 450 | – | 225 | 115 |
| Doppio    | Punti               | 80    | 48    | 29    | 15    | –   | 0   | – | –   | –   |
| Doppio    | Premi in denaro (€) | 2 670 | 1 550 | 930   | 550   | –   | 310 | – | –   | –   |

## Campioni

### Singolare
Jiří Lehečka ha sconfitto in finale  Nicolás Kicker con il punteggio di 5–7, 6–4, 6–3.

### Doppio
Pedro Cachín /  Facundo Mena hanno sconfitto in finale  Orlando Luz /  Felipe Meligeni Alves con il punteggio di 7–5, 6–3.